# Credo (mis)
Het Credo is de geloofsbelijdenis van de Katholieke Kerk die tijdens de zondagse eucharistie of mis, hoogfeest of vieringen van plechtige aard in het Latijn of de eigen landstaal wordt gezongen of in dialoog tussen de priester en de aanwezige gelovigen wordt gereciteerd. Tijdens een requiemmis en in de liturgieën van het Paastriduüm wordt het Credo weggelaten. In de viering van de Paaswake vindt meestal de hernieuwing van de Doopbeloften plaats in dialoogvorm die inhoudelijk de lijn van het Credo volgt. 
De tekst van het Credo (Ik geloof…) is binnen het christendom onderwerp van veel discussie geweest en een van de oorzaken van het schisma tussen de Kerk van Rome en de oosters-orthodoxe kerken in 1054.

## Melodie
De melodie waarop het Credo tijdens de mis traditioneel wordt gezongen (als een van de gezangen van het ordinarium) is eenstemmig. Het kende verschillende uitvoeringen: zowel de Mozarabische en de Galicische, als de gregoriaanse. De eerste twee dateren uit 589 op basis van de tekst van de geloofsbelijdenis van Nicea-Constantinopel (329/381). Deze worden in de rooms-katholieke kerken niet meer gebruikt. Daarbinnen gelden de gregoriaanse melodieën, die in verschillende modi (kerktonen) in 1071 werden ingevoerd in de liturgie, tot op de dag van vandaag als officieel. Hoewel traditioneel tijdens de gezongen mis de gregoriaanse melodie wordt gebruikt, is het toegestaan en ook niet ongebruikelijk dat tijdens de mis andere melodieën worden gebruikt en er meerstemmig wordt gezongen. Een groot aantal componisten heeft zich sedert de Middeleeuwen gewijd aan het componeren van dit soort muzikale 'missen', eigenlijk ordinariumcycli.

## In de volkstalen
Nadat op het Tweede Vaticaans Concilie middels het document Sacrosanctum Concilium, Constitutie over de heilige Liturgie (4 december 1963), was besloten toestemming te geven de Mis naast het Latijn ook in de volkstaal te vieren, zijn er voor de Nederlandse en Belgische kerkprovincie vele geloofsbelijdenissen gecomponeerd, waarin de celebrant, een voorzanger of een koor in wisselzang met de gelovige gemeenschap het geloof zingend belijden. Meestal wordt hiervoor de tekst gebruikt van de Apostolische geloofsbelijdenis.

## Tekst
| Latijn | Nederlands | Gregoriaanse notatie |
| --- | --- | -------------------- |
| Credo in unum Deum, Patrem omnipotentem, factorem caeli et terrae, visibilium omnium et invisibilium. Et in unum Dominum, Iesum Christum, Filium Dei unigenitum, et ex Patre natum ante omnia saecula. Deum de Deo, Lumen de Lumine, Deum verum de Deo vero, genitum non factum, consubstantialem Patri; per quem omnia facta sunt. Qui propter nos homines et propter nostram salutem descendit de caelis. Et incarnatus est de Spiritu Sancto ex Maria Virgine, et homo factus est. Crucifixus etiam pro nobis, sub Pontio Pilato passus et sepultus est, et resurrexit tertia die, secundum Scripturas, et ascendit in caelum, sedet ad dexteram Patris. Et iterum venturus est cum gloria, iudicare vivos et mortuos, cuius regni non erit finis. Et in Spiritum Sanctum, Dominum et vivificantem, qui ex Patre Filioque procedit. Qui cum Patre et Filio simul adoratur et conglorificatur: qui locutus est per prophetas. Et (in) unam, sanctam, catholicam et apostolicam Ecclesiam. Confiteor unum baptisma in remissionem peccatorum. Et exspecto resurrectionem mortuorum, et vitam venturi saeculi. Amen. | Ik geloof in één God, de almachtige Vader, Schepper van hemel en aarde, van al wat zichtbaar en onzichtbaar is. En in één Heer, Jezus Christus, eniggeboren Zoon van God, en vóór alle tijden geboren uit de Vader. God uit God, Licht uit Licht, ware God uit de ware God. Geboren, niet geschapen, één in wezen met de Vader, dóór Wie alles geschapen is. Hij is voor ons mensen en omwille van ons heil uit de hemel neergedaald. Hij heeft het vlees aangenomen door de heilige Geest uit de Maagd Maria, en is mens geworden. Hij werd voor ons gekruisigd, heeft geleden onder Pontius Pilatus en is begraven. Hij is verrezen op de derde dag, volgens de Schriften. Hij is opgevaren ten hemel zit aan de rechterhand van de Vader. Hij zal wederkomen in heerlijkheid om te oordelen levenden en doden. En aan Zijn Rijk komt geen einde. Ik geloof in de heilige Geest, die Heer is en het leven geeft; die voortkomt uit de Vader en de Zoon; die met de Vader en de Zoon samen wordt aanbeden en verheerlijkt; die gesproken heeft door de profeten. Ik geloof in de éne, heilige, katholieke en apostolische kerk. Ik belijd één doopsel tot vergeving van de zonden. Ik verwacht de opstanding van de doden, en het leven van het komend Rijk. Amen. |                      |